# Abraham Azulai
Abraão ben Mordecai Azulai (em hebraico: אברהם בן מרדכי אזולאי; Fez, c. 1570 – Hebrom, 6 de novembro de 1643) foi um autor e comentarista cabalístico. Em 1599 mudou-se para Israel e se estabeleceu em Hebron, onde morreu em 6 de novembro de 1643.

## Vida
Nascido em Fez; a expulsão dos mouros da Espanha trouxe um grande número de exilados para o Marrocos, e estes recém-chegados causaram uma guerra civil da qual o país em geral e os judeus em particular sofreram muito. Em Fez, dominou a literatura do Talmud e Filosofia e em seguida da Cabalá. 
Azulai, em conseqüência dessa condição, deixou sua casa na Palestina e flutuou entre Hebron, Jerusalém e Gaza durante a epidemia de 1619. Ao se estabelecer em Hebron, onde os cabalistas de Safed se reuniam e onde encontrou todos livros de Cordovero e grande parte das obras de Luria por Hayym, foi lá que conheceu rabbi Eliezer ben Arha de quem se tornou amigo.
Não concordava com a maioria das interpretações que recebia de seus professores acerca do Zohar, foi só quando, obteve uma cópia de Pardes Rimmonim de Cordovero que realmente despertou seu interesse por Cabalá. Tentou conciliar a filosofia com cabalá, mas, logo desistiu e dedicou-se somente a Cabalá.
Uma história popular sobre Azulai é a de como ele recuperou a espada do sultão. Quando o sultão turco visitou Hebron, sua preciosa espada caiu na gruta de Makfelá. Qualquer um enviado para recuperá-lo desaparecia. Apenas o Azulai foi capaz de descer na caverna e recuperar a espada.
Azulai, morreu em Hebron e foi enterrado no Antigo Cemitério Judaico de Hebron.

## Obras
Numerosos livro de Azulai não foram publicados durante sua vida em Fez, muitos se perderam no mar durante a fuga, lá ele escreveu um comentário sobre o Zohar sob o título Kirjath Arba. A praga de 1619 expulsou-o de sua nova casa; e enquanto em Gaza, onde ele encontrou refúgio, ele escreveu sua obra cabalística leesed le-Abraham. Foi publicado após a morte do autor por Meshullam Zalman ben Abraham Berak de Gorice, em Amsterdã, 1685. Outra edição, publicado em Sulzbach no mesmo ano, parece ser uma reimpressão, embora Steinschneider, pensa o contrário. O comentário de Azulai sobre o Zohar. Ele também escreveu: 
- Ohr ha-Lebanah (Luz da Lua);
- Ma'asse Ḥosheb (Trabalho astuto);
- Kenaf Renanim (Asa do Pavão)

Dos numerosos manuscritos que ele deixou e que estavam nas mãos de seu descendente, alguns ainda existem em várias bibliotecas. Apenas um foi publicado, um comentário cabalístico sobre a Bíblia, sob o título Ba'ale Berit Abraham. Sua obra mais popular, leesed le-Abraham, referido acima, é um tratado cabalístico com uma introdução, e dividido em sete "fontes," cada fonte sendo subdividida em um número de "córregos." O conteúdo do trabalho não difere dos caprichos médios encontrados em livros cabalísticos, como evidenciado pelo seguinte exemplar da quinta fonte, vigésimo quarto córrego, p.:
"Sobre o mistério da metempsicose e seus detalhes: Saiba que Deus não sujeitará a alma do ímpio a mais de três migrações; pois está escrito: 
...eis que todas estas coisas fazem Deus duas vezes, três vezes com um homem (Jó. xxxiii. 29).
Que significa, Ele faz ele aparecer duas vezes e três vezes em uma encarnação humana, mas na quarta vez ele é encarnado como um animal limpo. 
E quando um homem oferece um sacrifício, Deus fará, por intervenção miraculosa, ele seleciona um animal que é uma encarnação de um ser humano, então o sacrifício será duplamente proveitoso: 
Àquele que o oferece e à alma aprisionada no bruto, pois com a fumaça do sacrifício a alma ascende ao céu e alcança sua pureza. Assim, é explicado o mistério envolvido nas palavras: 
Ó Senhor, tu preservas o homem e a besta (Salmo XXXVI. 7 [RV 6])."

## Biografia
- Azulai, Shem ha-Gedolim, sv;
- Benjacob, Oẓar ha-Sefarim, p. 196;
- Fürst, Bibliotheca Judaica, i. 67;
- Michael, Ou ha-Ḥayyim, p. 12